# Wolfgang Peschorn

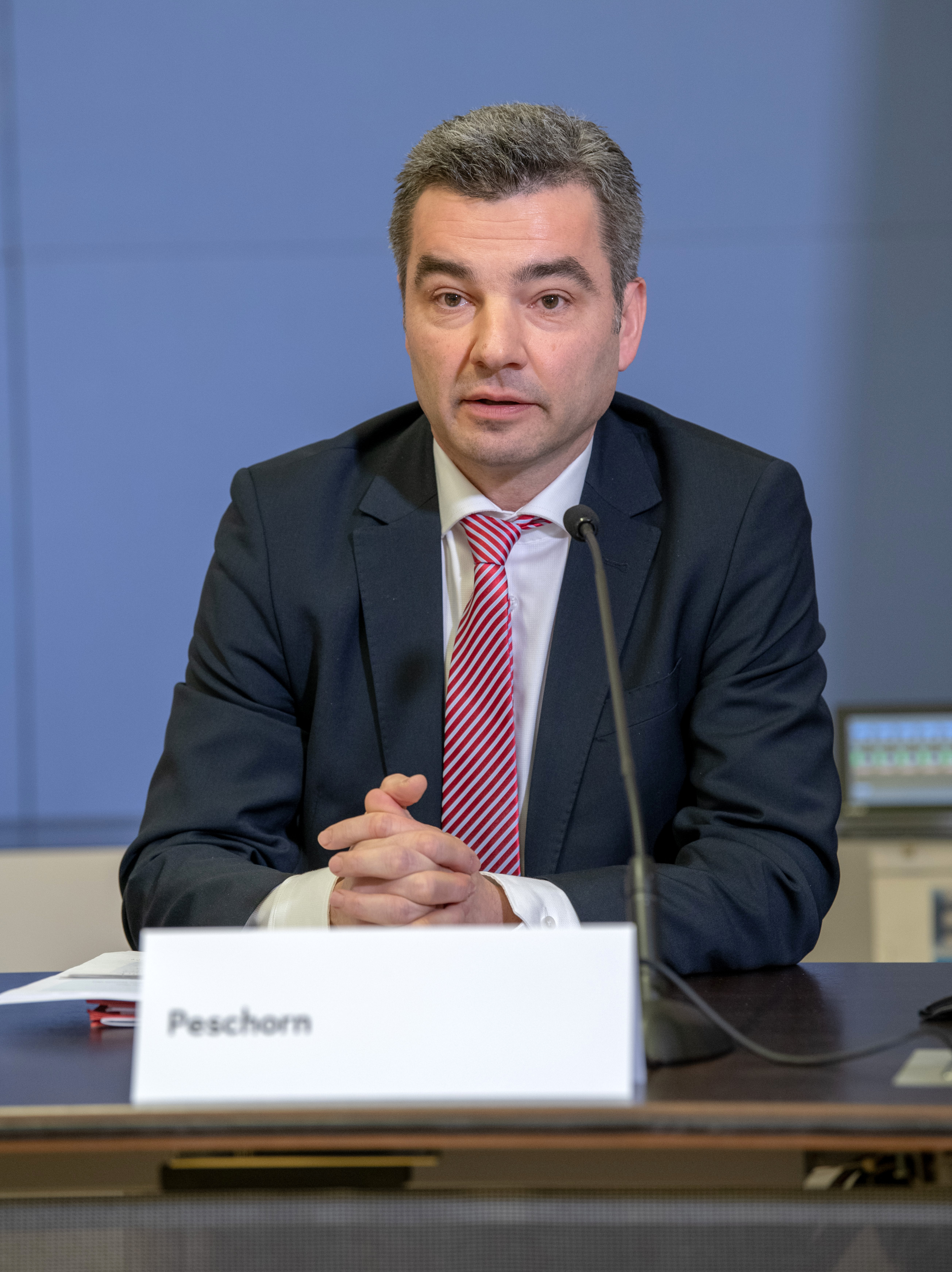
Wolfgang Peschorn (2019)

Wolfgang Peschorn (* 17. Mai 1965 in Wien) ist ein österreichischer Beamter und ehemaliger Politiker. Vom 3. Juni 2019 bis zum 7. Jänner 2020 war er Bundesminister für Inneres in der Bundesregierung Bierlein. Seit 2006 ist er, mit Unterbrechung für die Dauer der Tätigkeit als Minister, Präsident der Finanzprokuratur.

## Leben
Wolfgang Peschorn wuchs in Graz und Wien auf. Nach Ablegung der Matura am GRG7 Kandlgasse studierte er Rechtswissenschaften an der Universität Wien und absolvierte eine Ausbildung zum Klarinettisten. Das Jus-Studium schloss er 1988 ab. 2005 promovierte er mit einer Dissertation über die Finanzprokuratur zum Doktor der Rechte.
1991 trat er in den Anwaltsdienst der Finanzprokuratur. 1995 legte er die Rechtsanwaltsprüfung ab, 1997 die Prokuraturprüfung. 2006 wurde er von Finanzminister Karl-Heinz Grasser zum Präsidenten der Finanzprokuratur bestellt.

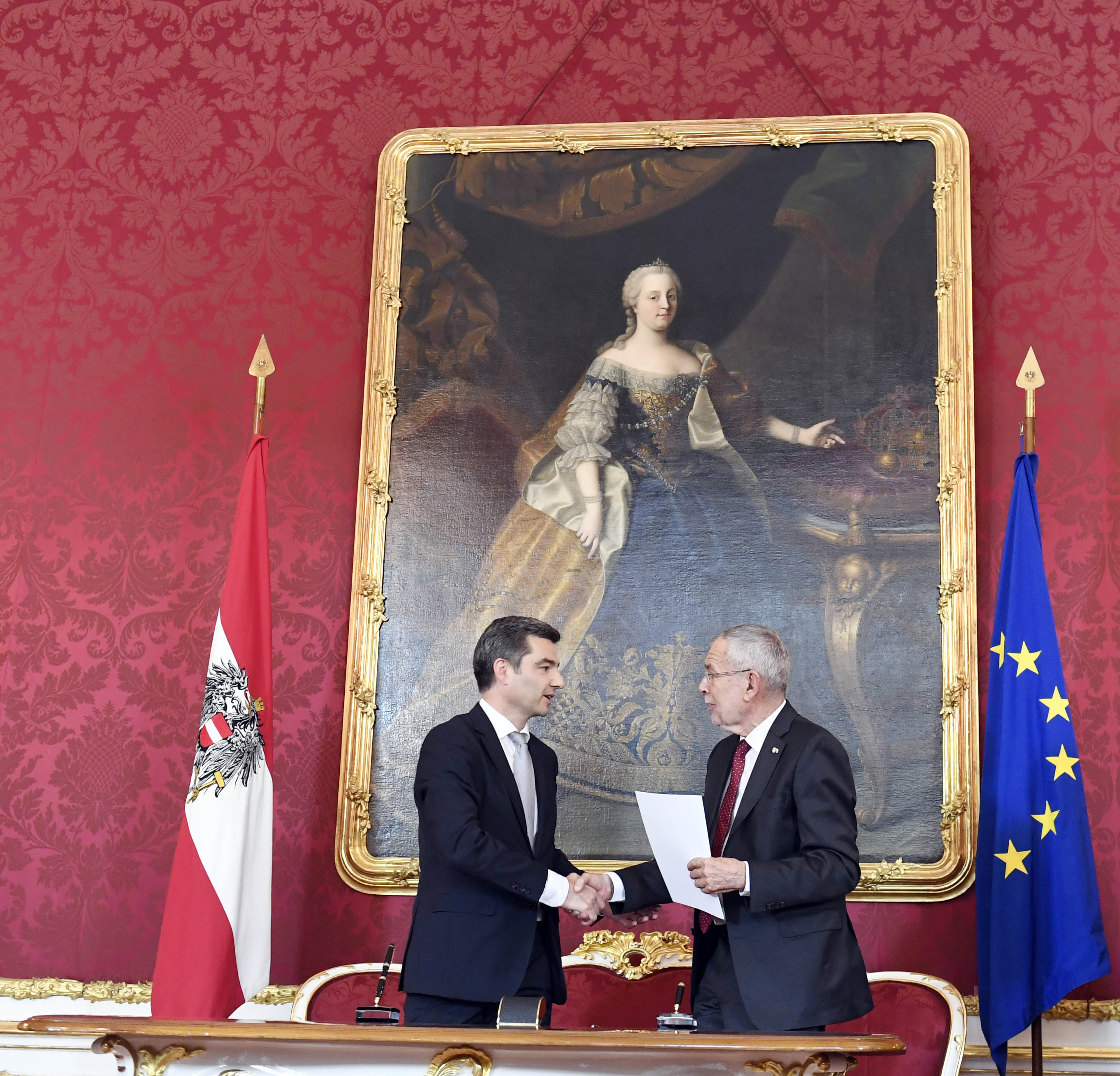
Wolfgang Peschorn (links) bei der Angelobung mit Bundespräsident Alexander Van der Bellen (2019)

Am 3. Juni 2019 wurde er zum Bundesminister für Inneres in der Bundesregierung Bierlein ernannt. Am 7. Jänner 2020 folgte ihm Karl Nehammer als Innenminister der Bundesregierung Kurz II nach, Peschorn wurde wieder Leiter der Finanzprokuratur.

## Kritik
Die von Innenminister Wolfgang Peschorn im November 2019 angekündigten Umbaupläne für das Geburtshaus von Adolf Hitler wurden von Bürgermeister Johannes Waidbacher und dem Obmann des Vereins für Zeitgeschichte Florian Kotanko begrüßt. Als jedoch sein Nachfolger Karl Nehammer im Juni 2020 das damit verbundene Konzept der „Neutralisierung“ präsentierte, wurde die von Peschorn konzipierte Übersiedlung der Polizei und die Entfernung des von Bürgermeister Gerhard Skiba 1989 errichteten Mahnsteins kritisiert. Das Mauthausen Komitee Österreich, das oberösterreichische Netzwerk gegen Rassismus und Rechtsextremismus und der KZ-Verband/VdA OÖ (Landesverband Oberösterreich der AntifaschistInnen, WiderstandskämpferInnen und Opfer des Faschismus) vermuten, dass mit dem Umzug des Gedenksteines mit der Aufschrift „Für Frieden, Freiheit und Demokratie – Nie wieder Faschismus – Millionen Tote mahnen“ ins Haus der Geschichte Österreich in Wien eine „Verdrängung statt Auseinandersetzung“ und eine „Verhöhnung aller Opfer des Faschismus“ erfolge. Netzwerk-Sprecher Robert Eiter forderte Nehammer auf, den nationalen Aktionsplan gegen Rechtsextremismus in Angriff zu nehmen, statt einen antifaschistischen Mahnstein verschwinden zu lassen. Auch die erinnerungspolitische Sprecherin der SPÖ Sabine Schatz und der grüne Nationalratsabgeordnete und Gemeinderat in Braunau David Stögmüller sprachen sich für den Erhalt des Gedenksteines an seinem bisherigen Platz aus. Der Gemeinderat der Stadtgemeinde Braunau am Inn beschloss im Juli 2020, den Gedenkstein unverändert zu lassen, und hat damit einen Teil der Entscheidung des früheren Innenminister Wolfgang Peschorn aufgehoben.

## Schriften (Auswahl)
- Finanzprokuratur. Ungedruckte Dissertation, Universität Wien, Wien 2005.
- Die Geschichte der Finanzprokuratur. In: Manfred Kremser: Anwalt und Berater der Republik. Festschrift zum 50. Jahrestag der Wiedererrichtung der österreichischen Finanzprokuratur, Orac Verlag, Wien 1995. (PDF-Datei; 182 kB)